# Punta Cueva
Punta Cueva (englisch) ist eine Landspitze im Nordwesten der Brabant-Insel im Palmer-Archipel westlich der Antarktischen Halbinsel. Sie liegt südlich der Guyou-Bucht.
Argentinische Wissenschaftler benannten sie. Der weitere Benennungshintergrund ist nicht überliefert.